# Valerie Gotayová
Valerie Gotayová (svob. Lafonová, provd. Hernandezová) (* 5. listopadu 1973 San Diego) je bývalá americká zápasnice – judistka.

## Sportovní kariéra
S judem začínala v útlém dětství v rodném San Diegu pod vedením svého otce Geralda. V americké ženské reprezentaci se prosadila již v 15 letech v nejlehčí váhové kategorii do 48 (44) kg. V roce 1992 se kvalifikovala na olympijské hry v Barceloně, ale nepodařilo se jí shodit do své váhové kategorie a nebyla do turnaje vpuštěna. Kvůli následným zdravotním problémům v důsledku shazování váhy ukončila v roce 1993 sportovní kariéru. Dodělala vysokou školu, vdala se a k aktivnímu zápasení se vrátila po dlouhých 10 letech v roce 2003. Od roku 2005 žila v texaském Harlingenu, kde se připravovala pod vedením svého budoucího manžela Israele Hernándeze. V roce 2008 se kvalifikovala na olympijské hry v Pekingu, kde prohrála v prodloužení druhého kola na body se Španělkou Isabel Fernándezovou. Vzápětí ukončila sportovní kariéru. Věnuje se trenérské práci v kalifornské Temecule.

## Výsledky
| Turnaj                  | 1988            | 1989            | 1990            | 1991            | 1992            | 1993 | 1994 | 1995 | 1996 | 1997 | 1998 | 1999 | 2000 | 2001 | 2002 | 2003 | 2004       | 2005       | 2006       | 2007       | 2008       |
| Turnaj                  | 15              | 16              | 17              | 18              | 19              | 20   | 21   | 22   | 23   | 24   | 25   | 26   | 27   | 28   | 29   | 30   | 31         | 32         | 33         | 34         | 35         |
| Turnaj                  | Lafonová        | Lafonová        | Lafonová        | Lafonová        | Lafonová        |      |      |      |      |      |      |      |      |      |      |      | Gotayová   | Gotayová   | Gotayová   | Gotayová   | Gotayová   |
| Turnaj                  | superlehká váha | superlehká váha | superlehká váha | superlehká váha | superlehká váha |      |      |      |      |      |      |      |      |      |      |      | lehká váha | lehká váha | lehká váha | lehká váha | lehká váha |
| ----------------------- | --------------- | --------------- | --------------- | --------------- | --------------- | ---- | ---- | ---- | ---- | ---- | ---- | ---- | ---- | ---- | ---- | ---- | ---------- | ---------- | ---------- | ---------- | ---------- |
| Olympijské hry          | —               |                 |                 |                 | DNS             |      |      |      | —    |      |      |      | —    |      |      |      | —          |            |            |            | úč.        |
| Mistrovství světa       |                 | —               |                 | úč.             |                 | —    |      | —    |      | —    |      | —    |      | —    |      | —    |            | úč.        |            | úč.        |            |
| Panamerické hry         |                 |                 |                 | 2.              |                 |      |      | —    |      |      |      | —    |      |      |      | —    |            |            |            | 2.         |            |
| Panamerické mistrovství | 2.              |                 | 2.              |                 | —               |      | —    |      | —    | —    | —    | —    | —    | —    | —    | —    | —          | 1.         | 3.         | 1.         | 1.         |